# Race of Champions
Das Race of Champions ist eine Autosportveranstaltung, die vom schwedischen Präsidenten der Firma IMP (International Media Production), Fredrik Johnsson und seiner Partnerin, der ehemaligen französischen Rallye-Werksfahrerin Michèle Mouton (bis 2006 auch privat ein Paar) ins Leben gerufen wurde und seit 1988 am Ende eines jeden Jahres als Einladungsturnier durchgeführt wird. Rundstrecken- (Formel 1, DTM unter anderem) und Rallye-Piloten verschiedener Nationen treten gegeneinander an und ermitteln in Fahrer-gegen-Fahrer-Rennen per Knock-out-System die Sieger der Einzel- und Länderwertung.

## Bisherige Ergebnisse
| Jahr | Veranstaltungsort                   | Champion of Champions              | Nations Cup                        | Nations Cup                                   | Rally Masters                      | Classic Masters                    |
| Jahr | Veranstaltungsort                   | Champion of Champions              | Nation 1                           | Team                                          | Rally Masters                      | Classic Masters                    |
| ---- | ----------------------------------- | ---------------------------------- | ---------------------------------- | --------------------------------------------- | ---------------------------------- | ---------------------------------- |
| 1988 | Montlhéry                           | Juha Kankkunen                     |                                    |                                               |                                    |                                    |
| 1989 | Nürburgring                         | Stig Blomqvist                     |                                    |                                               |                                    |                                    |
| 1990 | Barcelona                           | Stig Blomqvist                     |                                    |                                               | Kenneth Eriksson                   |                                    |
| 1991 | Madrid                              | Juha Kankkunen                     |                                    |                                               | Josep Maria Bardolet               |                                    |
| 1992 | Gran Canaria                        | Andrea Aghini                      |                                    |                                               | Flavio Alonso                      |                                    |
| 1993 | Gran Canaria                        | Didier Auriol                      |                                    |                                               | Stig Blomqvist                     |                                    |
| 1994 | Gran Canaria                        | Didier Auriol                      |                                    |                                               | Timo Salonen                       | Jean-Louis Schlesser               |
| 1995 | Gran Canaria                        | François Delecour                  |                                    |                                               | Colin McRae                        | Marc Duez                          |
| 1996 | Gran Canaria                        | Didier Auriol                      |                                    |                                               | Flavio Alonso                      |                                    |
| 1997 | Gran Canaria                        | Carlos Sainz                       |                                    |                                               | Walter Röhrl                       | Jarmo Kytölehto                    |
| 1998 | Gran Canaria                        | Colin McRae                        |                                    |                                               | Alister McRae                      | Miki Biasion                       |
| 1999 | Gran Canaria                        | Didier Auriol                      | Finnland                           | Tommi Mäkinen JJ Lehto Kari Tiainen           |                                    |                                    |
| 2000 | Gran Canaria                        | Tommi Mäkinen                      | Frankreich                         | Régis Laconi Yvan Muller Gilles Panizzi       | Armin Schwarz                      |                                    |
| 2001 | Gran Canaria                        | Harri Rovanperä                    | Spanien                            | Jesús Puras Rubén Xaus Fernando Alonso        |                                    |                                    |
| 2002 | Gran Canaria                        | Marcus Grönholm                    | Vereinigte Staaten                 | Jimmie Johnson Jeff Gordon Colin Edwards      |                                    |                                    |
| 2003 | Gran Canaria                        | Sébastien Loeb                     | All-Stars                          | Fonsi Nieto Cristiano da Matta Gilles Panizzi |                                    |                                    |
| 2004 | Stade de France Paris               | Heikki Kovalainen                  | Frankreich                         | Jean Alesi Sébastien Loeb                     |                                    |                                    |
| 2005 | Stade de France Paris               | Sébastien Loeb                     | Skandinavien                       | Tom Kristensen Mattias Ekström                |                                    |                                    |
| 2006 | Stade de France Paris               | Mattias Ekström                    | Finnland                           | Heikki Kovalainen Marcus Grönholm             |                                    |                                    |
| 2007 | Wembley-Stadion London              | Mattias Ekström                    | Deutschland                        | Michael Schumacher Sebastian Vettel           |                                    |                                    |
| 2008 | Wembley-Stadion London              | Sébastien Loeb                     | Deutschland                        | Michael Schumacher Sebastian Vettel           |                                    |                                    |
| 2009 | Nationalstadion Peking              | Mattias Ekström                    | Deutschland                        | Michael Schumacher Sebastian Vettel           |                                    |                                    |
| 2010 | ESPRIT arena Düsseldorf             | Filipe Albuquerque                 | Deutschland                        | Michael Schumacher Sebastian Vettel           |                                    |                                    |
| 2011 | ESPRIT arena Düsseldorf             | Sébastien Ogier                    | Deutschland                        | Michael Schumacher Sebastian Vettel           |                                    |                                    |
| 2012 | Rajamangala-Nationalstadion Bangkok | Romain Grosjean                    | Deutschland                        | Michael Schumacher Sebastian Vettel           |                                    |                                    |
| 2013 | Rajamangala-Nationalstadion Bangkok | wegen politischer Unruhen abgesagt | wegen politischer Unruhen abgesagt | wegen politischer Unruhen abgesagt            | wegen politischer Unruhen abgesagt | wegen politischer Unruhen abgesagt |
| 2014 | Bushy Park Circuit, Barbados        | David Coulthard                    | Team Nordic                        | Tom Kristensen Petter Solberg                 |                                    |                                    |
| 2015 | Olympiastadion London               | Sebastian Vettel                   | England                            | Andy Priaulx Jason Plato                      |                                    |                                    |
| 2017 | Marlins Park Miami                  | Juan Pablo Montoya                 | Deutschland                        | Sebastian Vettel Pascal Wehrlein              |                                    |                                    |
| 2018 | König-Fahd-Stadion Riad             | David Coulthard                    | Deutschland                        | Timo Bernhard René Rast                       |                                    |                                    |
| 2019 | Foro Sol, Mexiko-Stadt              | Benito Guerra                      | Team Nordic                        | Tom Kristensen Johan Kristoffersson           |                                    |                                    |
| 2020 | Virtual ROC                         | Timmy Hansen                       | All-Stars                          | Romain Grosjean James Baldwin                 |                                    |                                    |
| 2022 | Piteå, Schweden                     | Sébastien Loeb                     | Norwegen                           | Petter Solberg Oliver Solberg                 |                                    |                                    |
| 2023 | Piteå, Schweden                     | Mattias Ekström                    | Norwegen                           | Petter Solberg Oliver Solberg                 |                                    |                                    |
| 2025 | Sydney, Australien                  | Sébastien Loeb                     | Frankreich                         | Sébastien Loeb Victor Martins                 |                                    |                                    |

1. ↑  musste wegen seines Unfalls vom Vortag seine Teilnahme absagen. Race of Champions: Pascal Wehrlein sagt Nations-Cup ab. Motorsport-Total.com, abgerufen am 22. Januar 2017.

## Race of Champions 2004

Streckenführung im Pariser Stade de France, 2004 und 2005

2004 fand die Veranstaltung am 4. Dezember im Pariser Stade de France statt. Die Einzelwertung (Race of Champions) gewann Heikki Kovalainen (Finnland) vor Sébastien Loeb (Frankreich). Im Halbfinale schieden bereits Michael Schumacher und Marcus Grönholm aus. Bei der Nationenwertung (Nations Cup) siegte das französische Team (Jean Alesi und Sébastien Loeb) vor dem finnischen Team (Heikki Kovalainen und Marcus Grönholm).
In der Kategorie World Champions Challenge setzte sich Formel-1-Weltmeister Michael Schumacher (Deutschland) gegen Rallye-Weltmeister Sébastien Loeb mit 2:1 durch.
| Teams              | 1. Fahrer          | 2. Fahrer         |
| ------------------ | ------------------ | ----------------- |
| Brasilien          | Felipe Massa       | Tony Kanaan       |
| Deutschland        | Michael Schumacher | Armin Schwarz     |
| Finnland           | Heikki Kovalainen  | Marcus Grönholm   |
| Frankreich         | Jean Alesi         | Sébastien Loeb    |
| Großbritannien     | David Coulthard    | Colin McRae       |
| Schweden           | Kenny Bräck        | Mattias Ekström   |
| Playstation France | Sébastien Bourdais | Stéphane Sarrazin |
| Vereinigte Staaten | Casey Mears        | Jimmie Johnson    |

## Race of Champions 2005
Am 3. Dezember 2005 gewann im Stade de France (Paris) Sébastien Loeb (Frankreich) vor Tom Kristensen (Dänemark) die Einzelwertung. Im Halbfinale schieden bereits Marcus Grönholm (Finnland) und Heikki Kovalainen (Finnland) aus. Im Teamwettbewerb setzte sich Skandinavien mit Mattias Ekström (Schweden) und Tom Kristensen gegen Team Frankreich mit Sébastien Bourdais und Stéphane Peterhansel durch und gewannen die Nationenwertung.
Gefahren wurde in diesem Jahr mit dem RoC-Buggy, Porsche 911 GT3, Renault Mégane Trophy und dem Citroën Xsara WRC.
| Teams              | 1. Fahrer          | 2. Fahrer            |
| ------------------ | ------------------ | -------------------- |
| Benelux            | Christijan Albers  | François Duval       |
| Brasilien          | Felipe Massa       | Nelson Piquet jun.   |
| Deutschland        | Bernd Schneider    | Armin Schwarz        |
| Finnland           | Heikki Kovalainen  | Marcus Grönholm      |
| Frankreich         | Jean Alesi         | Sébastien Loeb       |
| Großbritannien     | David Coulthard    | Colin McRae          |
| Skandinavien       | Tom Kristensen     | Mattias Ekström      |
| Playstation France | Sébastien Bourdais | Stéphane Peterhansel |
| Vereinigte Staaten | Jeff Gordon        | Travis Pastrana      |
| RoC Wildcards      | Dan Wheldon        | Daniel Sordo         |

## Race of Champions 2006

Verlängerte Streckenführung im Pariser Stade de France, 2006

Die Veranstaltung fand am 15. Dezember 2006 im Stade de France in Paris statt. Es gewann Mattias Ekström (Schweden) vor Sébastien Loeb (Frankreich) die Einzelwertung. Im Halbfinale schieden bereits Colin McRae (Großbritannien) und Sébastien Bourdais (Frankreich) aus. Das Team Finnland mit Heikki Kovalainen und Marcus Grönholm gewann die Nationenwertung und setzte sich im Finale gegen Travis Pastrana (Vereinigte Staaten) durch, der als einziger Fahrer für das Team Vereinigte Staaten antrat.
* = Ursprünglich war Jenson Button als Rennfahrer vorgesehen, konnte aber wegen zweier gebrochener Rippen nicht teilnehmen.

** = Sowohl Jimmie Johnson als auch Ersatzfahrer Scott Speed waren erkrankt. Ein neuer Fahrer konnte nicht mehr gefunden werden.
| Teams              | 1. Fahrer          | 2. Fahrer            |
| ------------------ | ------------------ | -------------------- |
| Deutschland        | Bernd Schneider    | Armin Schwarz        |
| England            | James Thompson*    | Andy Priaulx         |
| Finnland           | Heikki Kovalainen  | Marcus Grönholm      |
| Frankreich 1       | Sébastien Bourdais | Sébastien Loeb       |
| Frankreich 2       | Yvan Muller        | Stéphane Peterhansel |
| Schottland         | David Coulthard    | Colin McRae          |
| Skandinavien       | Tom Kristensen     | Mattias Ekström      |
| Spanien            | Nani Roma          | Daniel Sordo         |
| Vereinigte Staaten | kein Starter**     | Travis Pastrana      |

## Race of Champions 2007

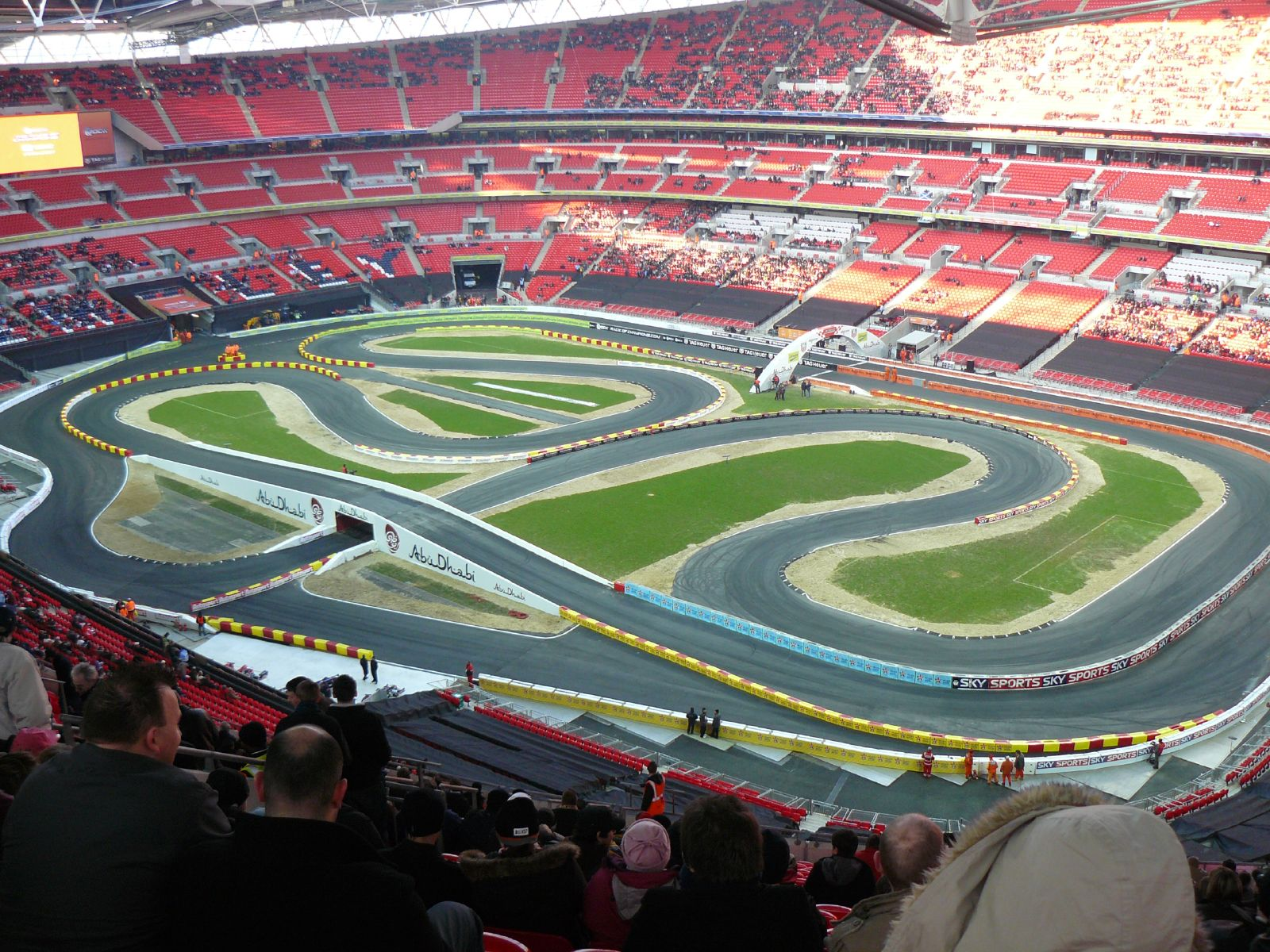
Die Rennstrecke 2007

Die Veranstaltung fand am 16. Dezember im Wembley-Stadion in London statt. Der Schwede Mattias Ekström gewann zum zweiten Mal in Folge den Titel Champion of Champions. Im Finale setzte er sich gegen Michael Schumacher durch. Im Halbfinale schieden Andy Priaulx (Großbritannien) und Sébastien Bourdais (Frankreich) aus. Das deutsche Team mit Sebastian Vettel und Michael Schumacher besiegte im Finale des Nations Cups die beiden finnischen Fahrer Heikki Kovalainen und Marcus Grönholm mit 2:1. Schumacher war dabei an Kovalainen gescheitert, nachdem ihm der Motor des Fiat Grande Punto beim Start abgestorben war.
Gefahren wurde in diesem Jahr mit dem RoC-Buggy, Aston Martin V8 Vantage N24, Ford Focus RS WRC 2007, dem Solution F Touring Cup Car (ein französischer Silhouetten-Tourenwagen, basierend auf dem Opel Astra H) und dem Fiat Grande Punto S2000 Abarth.
Zur Erinnerung an den einige Wochen zuvor durch einen Hubschrauberabsturz tödlich verunglückten Ex-Rallye-Fahrer Colin McRae wurde dessen Weltmeisterauto, ein Subaru Impreza, in der Mitte der Strecke aufgestellt, mit einer schottischen Fahne am Fenster. Er hatte ursprünglich als Teamkollege von David Coulthard am Wettbewerb teilnehmen sollen und wurde nach seinem Tod durch seinen jüngeren Bruder Alister McRae ersetzt.
| Teams              | 1. Fahrer          | 2. Fahrer        |
| ------------------ | ------------------ | ---------------- |
| Deutschland        | Michael Schumacher | Sebastian Vettel |
| England            | Jenson Button      | Andy Priaulx     |
| Finnland           | Heikki Kovalainen  | Marcus Grönholm  |
| Frankreich         | Sébastien Bourdais | Yvan Muller      |
| Norwegen           | Henning Solberg    | Petter Solberg   |
| Schottland         | David Coulthard    | Alister McRae    |
| Skandinavien       | Tom Kristensen     | Mattias Ekström  |
| Vereinigte Staaten | Jimmie Johnson     | Travis Pastrana  |

## Race of Champions 2008

Streckenführung im Wembley-Stadion, 2007 und 2008

Die Veranstaltung fand am 14. Dezember im Wembley-Stadion in London statt. Gesamtsieger wurde zum dritten Mal Sébastien Loeb (Frankreich). Im Finale konnte er sich gegen David Coulthard (Großbritannien) durchsetzten. Andy Priaulx (Großbritannien) und Carl Edwards (Vereinigte Staaten) schieden bereits im Halbfinale aus. Die Deutschen Sebastian Vettel und Michael Schumacher gewannen zum zweiten Mal in Folge den Nations Cup. Sie siegten im Finale gegen das Team Skandinavien (Tom Kristensen und Mattias Ekström).
Erstmals wurde auch im KTM X-Bow gefahren.
| Teams              | 1. Fahrer          | 2. Fahrer        |
| ------------------ | ------------------ | ---------------- |
| Deutschland        | Michael Schumacher | Sebastian Vettel |
| Autosport GB       | Jenson Button      | Andy Priaulx     |
| Allstar            | Jaime Alguersuari  | Troy Bayliss     |
| Frankreich         | Yvan Muller        | Sébastien Loeb   |
| Skandinavien       | Tom Kristensen     | Mattias Ekström  |
| Vereinigte Staaten | Carl Edwards       | Tanner Foust     |
| F1 Racing GB       | David Coulthard    | Jason Plato      |
| Irland             | Adam Carroll       | Gareth MacHale   |

## Race of Champions 2009

Streckenführung im Nationalstadion Peking, 2009

Die Veranstaltung fand vom 3. bis zum 4. November im Nationalstadion in Peking statt. Das ROC-Finale gewann Mattias Ekström (Schweden) gegen Michael Schumacher. Im Halbfinale konnten die beiden sich gegen Jenson Button (Großbritannien) und Sebastian Vettel durchsetzen. Sebastian Vettel und Michael Schumacher schafften im Nations Cup den Hattrick und gewannen im Finale gegen Team Großbritannien (Jenson Button und Andy Priaulx).
| Teams               | 1. Fahrer          | 2. Fahrer          |
| ------------------- | ------------------ | ------------------ |
| Deutschland         | Michael Schumacher | Sebastian Vettel   |
| Autosport GB        | Jenson Button      | Andy Priaulx       |
| Allstar             | David Coulthard    | Giniel de Villiers |
| Frankreich          | Yvan Muller        | Guerlain Chicherit |
| Skandinavien        | Tom Kristensen     | Mattias Ekström    |
| Vereinigte Staaten  | Travis Pastrana    | Tanner Foust       |
| Monaco              | Clivio Piccione    | Emanuele Pirro     |
| Volksrepublik China | Han Han            | Ho-Pin Tung        |
| Finnland            | Marcus Grönholm    | Mikko Hirvonen     |
| Australien          | Mick Doohan        | Chad Reed          |

## Race of Champions 2010

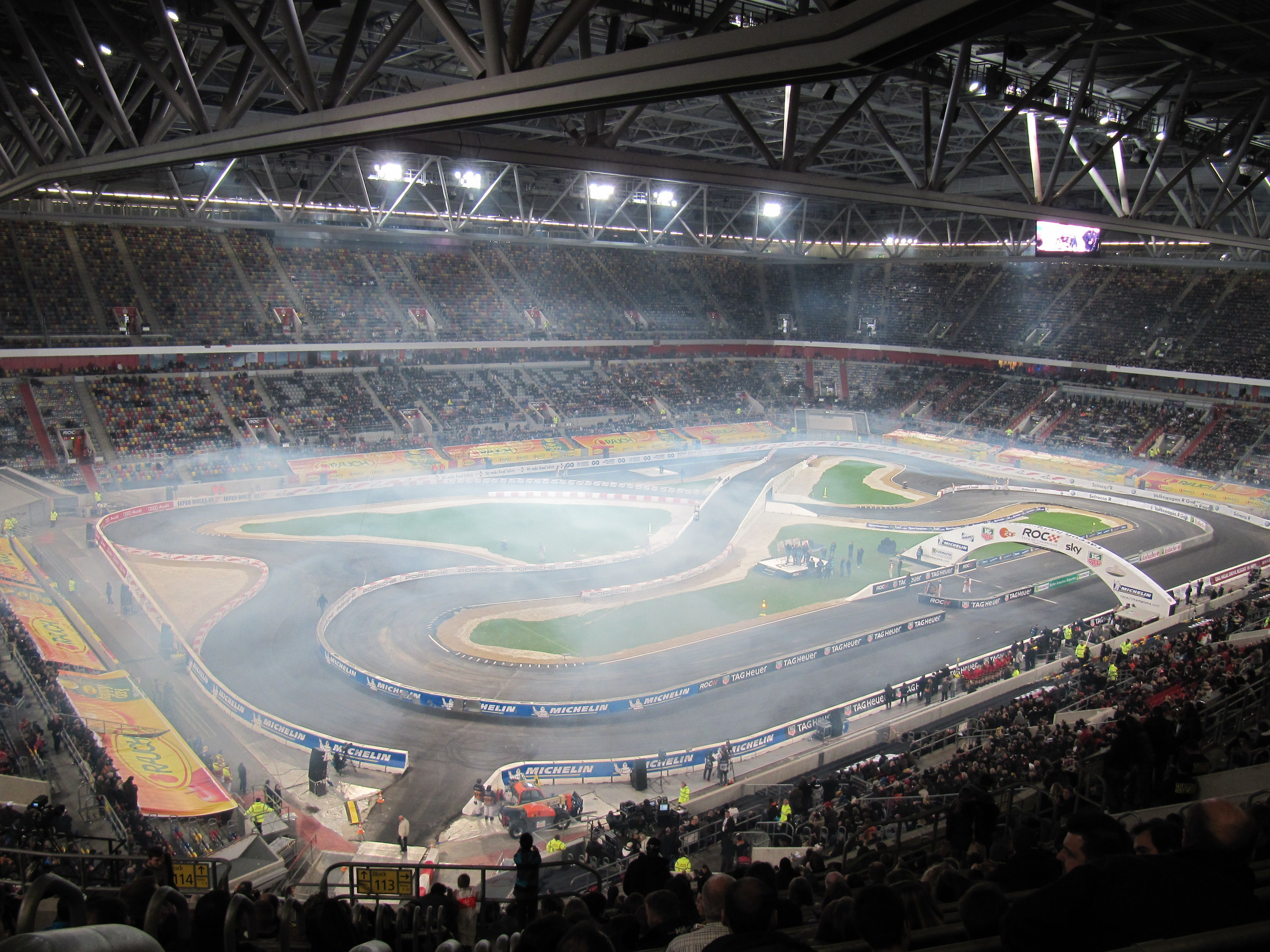
RoC 2010 in der ESPRIT arena nach einem rollenden Burn-out (Donut) von Sebastian Vettel

Die Veranstaltung fand als 23. Race of Champions in der ESPRIT arena am 27. und 28. November 2010 in Düsseldorf statt. In der Einzelwertung setzte sich Filipe Albuquerque gegen Sébastien Loeb durch. Im Halbfinale schieden Andy Priaulx (Großbritannien) und Sebastian Vettel aus. Die Teamwertung ging erneut an das Team Deutschland mit Michael Schumacher und Sebastian Vettel, die gegen Team Großbritannien (Andy Priaulx und Jason Plato) gewannen.
Gefahren wurde mit dem Audi R8 LMS, dem Porsche 911 GT3 Cup, dem VW Scirocco, dem „ROC Auto“ (in stärkerer Ausführung auch als Zweisitzer), dem KTM X-Bow, dem FJ-Racecar, dem Solution F Prototype und dem RX 150-Buggy.
| Teams              | 1. Fahrer          | 2. Fahrer          |
| ------------------ | ------------------ | ------------------ |
| Deutschland        | Michael Schumacher | Sebastian Vettel   |
| Großbritannien     | Andy Priaulx       | Jason Plato        |
| Frankreich         | Alain Prost        | Sébastien Loeb     |
| All Stars          | Mick Doohan        | Tanner Foust       |
| Vereinigte Staaten | Travis Pastrana    | Carl Edwards       |
| Nordic             | Tom Kristensen     | Heikki Kovalainen  |
| Portugal           | Alvaro Parente     | Filipe Albuquerque |
| Benelux            | Bertrand Baguette  | Jeroen Bleekemolen |

## Race of Champions 2011

Streckenführung RoC 2010 und 2011 in der ESPRIT arena in Düsseldorf

Die Veranstaltung fand als 24. Race of Champions in der ESPRIT arena am 3. und 4. Dezember 2011 in Düsseldorf statt. Die Teamwertung ging zum 5. Mal an das Team Deutschland mit Michael Schumacher und Sebastian Vettel. In der Einzelwertung setzte sich Sébastien Ogier gegen Tom Kristensen durch. Der Veranstalter gab während der Veranstaltung bekannt, dass das Race of Champions 2012 nicht in Deutschland stattfinden wird.
Gefahren wurde mit VW Scirocco, „ROC Auto“, KTM X-Bow, RX 150-Buggy, Škoda Fabia SUPER2000 und Audi R8 LMS.
| Teams              | 1. Fahrer          | 2. Fahrer          |
| ------------------ | ------------------ | ------------------ |
| Deutschland        | Michael Schumacher | Sebastian Vettel   |
| Nordic             | Tom Kristensen     | Juho Hänninen      |
| Großbritannien     | Andy Priaulx       | Jenson Button      |
| Frankreich         | Romain Grosjean    | Sébastien Ogier    |
| All Stars          | David Coulthard    | Filipe Albuquerque |
| Vereinigte Staaten | Travis Pastrana    | Brian Deegan       |
| Slavic             | Witali Petrow      | Jan Kopecký        |
| SAT1 Deutschland   | Timo Glock         | Timo Scheider      |

## Race of Champions 2012
Im Jahr 2012 fand das Race of Champions im Rajamangala-Nationalstadion in Bangkok am 15. und 16. Dezember statt. Da es sich bei diesem Stadion um ein Leichtathletik-Stadion handelt, bietet es durch die Laufbahn mehr Platz als in den Vorjahren, was sich in der gesteigerten Länge der Rennstrecke bemerkbar machte. Die Teamwertung ging zum 6. Mal an das Team Deutschland mit Michael Schumacher und Sebastian Vettel. Die Einzelwertung konnte Romain Grosjean für sich entscheiden.
Gefahren wurde mit Audi R8 LMS, VW Scirocco, Lamborghini Gallardo Super Trofeo, Toyota GT86, „ROC Auto“, KTM X-Bow und dem „Euro Racecar“.
| Teams          | 1. Fahrer                    | 2. Fahrer        |
| -------------- | ---------------------------- | ---------------- |
| Deutschland    | Michael Schumacher           | Sebastian Vettel |
| Thailand       | Charoensukhawatana Nattavude | Tin Sritrai      |
| Australien     | Mick Doohan                  | Jamie Whincup    |
| Indien         | Narain Karthikeyan           | Karun Chandhok   |
| Frankreich     | Sébastien Ogier              | Romain Grosjean  |
| Großbritannien | David Coulthard              | Andy Priaulx     |
| Americas       | Ryan Hunter-Reay             | Benito Guerra    |
| All Stars      | Tom Kristensen               | Jorge Lorenzo    |

## Race of Champions 2013
Auch im Jahr 2013 sollte das Race of Champions im Rajamangala-Nationalstadion in Bangkok stattfinden. Auf Grund der politischen Krise in Thailand wurde die Veranstaltung jedoch abgesagt.

## Race of Champions 2014
Im Jahr 2014 fand das Race of Champions am 13. und 14. Dezember im Bushy Park in Barbados statt.

## Race of Champions 2015
Im Jahr 2015 fand das Race of Champions am 20. und 21. November im Olympiastadion in London statt.

## Race of Champions 2017

Streckenführung RoC 2017 im Marlins Park Miami

2017 fand das Race of Champions am 21. und 22. Januar im Marlins Park von Miami statt. Es war die 28. Veranstaltung der Reihe und das erste Mal, dass sie in den Vereinigten Staaten stattfand.
Die Teamwertung ging zum siebenten Mal an das Team Deutschland mit Sebastian Vettel, der eigentlich zusammen mit Pascal Wehrlein antreten sollte. Wehrlein hatte am Samstag jedoch einen Unfall und nahm auf Anraten der Ärzte nicht mehr an den Rennen des Sonntags teil. Die Einzelwertung konnte der Kolumbianer Juan Pablo Montoya für sich entscheiden, weil er den Dänen Tom Kristensen in beiden Endläufen schlagen konnte.
Gefahren wurde mit Vuhl 05 RoC Edition, Polaris Slingshot SLR, KTM X-Bow Comp R, RX Lites, Radical SR3 RSX, Ariel Atom Cup, Whelen NASCAR, Mercedes-AMG GT S, „Rage Comet“, RX150, Audi R8 LMS, Lamborghini Gallardo Super Trofeo, Porsche 911 GT3 Cup, Toyota GT86 und dem VW Scirocco.
| Teams                    | 1. Fahrer         | 2. Fahrer          |
| ------------------------ | ----------------- | ------------------ |
| Deutschland              | Sebastian Vettel  | Pascal Wehrlein    |
| Kolumbien                | Gabby Chaves      | Juan Pablo Montoya |
| Brasilien                | Tony Kanaan       | Felipe Massa       |
| ROC Factor Latin America | Hélio Castroneves | Gabriel Glusman    |
| Nordic                   | Tom Kristensen    | Petter Solberg     |
| ROC Factor Canada        | James Hinchcliffe | Stefan Rzadzinski  |
| Großbritannien           | Jenson Button     | David Coulthard    |
| Team USA IndyCar         | Ryan Hunter-Reay  | Alexander Rossi    |
| Team USA NASCAR          | Kurt Busch        | Kyle Busch         |
| Team USA Rally X         | Travis Pastrana   | Scott Speed        |

## Race of Champions 2018

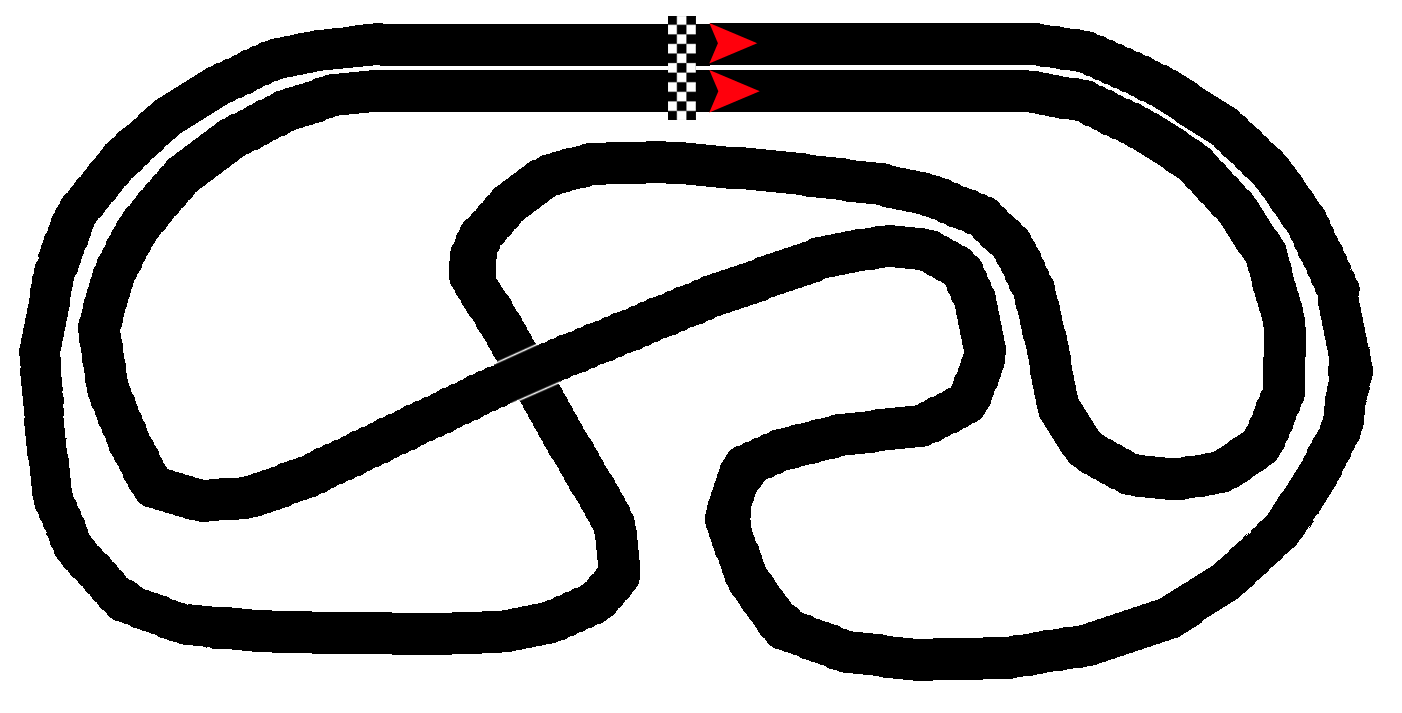
ROC Riyadh 2018 (Streckenlayout)

2018 fand das Race of Champions am 2. und 3. Februar 2018 im König-Fahd-Stadion in Riad (Saudi-Arabien) statt.

### Teams
| Gruppe A                     | Gruppe A             | Gruppe A                                                |
| ---------------------------- | -------------------- | ------------------------------------------------------- |
| Deutschland                  | René Rast            | Timo Bernhard                                           |
| Lateinamerika                | Juan Pablo Montoya   | Hélio Castroneves                                       |
| Mexiko                       | Memo Rojas           | Abraham Calderón                                        |
| USA                          | Ryan Hunter-Reay     | Josef Newgarden                                         |
| Gruppe B                     |                      |                                                         |
| Nordländer                   | Tom Kristensen       | Petter Solberg                                          |
| Großbritannien               | David Coulthard      | Lando Norris                                            |
| Schweden                     | Johan Kristoffersson | Joel Eriksson                                           |
| SIM Racing All Stars         | Rudy van Buren       | Enzo Bonito (eROC-Gewinner)                             |
| Gruppe C                     |                      |                                                         |
| Saudi-Arabien                | Yazeed Al-Rajhi      | Ahmed Bin Khanen (Gewinner des ROC Factor Saudi Arabia) |
| Vereinigte Arabische Emirate | Khaled Al Qubaisi    | Khalid Al-Qassimi                                       |
| Libanon                      | Karl Massaad         | Mansour Chebli                                          |

Gefahren wurde mit: Vuhl 05 RoC Edition, KTM X-Bow Comp R, Whelen NASCAR, RoC Car (Buggy), Ariel Atom Cup, Xtreme Pickup, Polaris Slingshot SLR, RX Supercar Lite, Radical SR3 RSX, KTM X-Bow, Mercedes-AMG GT S, Rage Comet, RX 150, Audi R LMS, Stadium Super Truck, Gallardo Super Trofeo, Porsche 911 GT3 Cup, Toyota GT86, VW Scirocco Cup.

## Race of Champions 2019

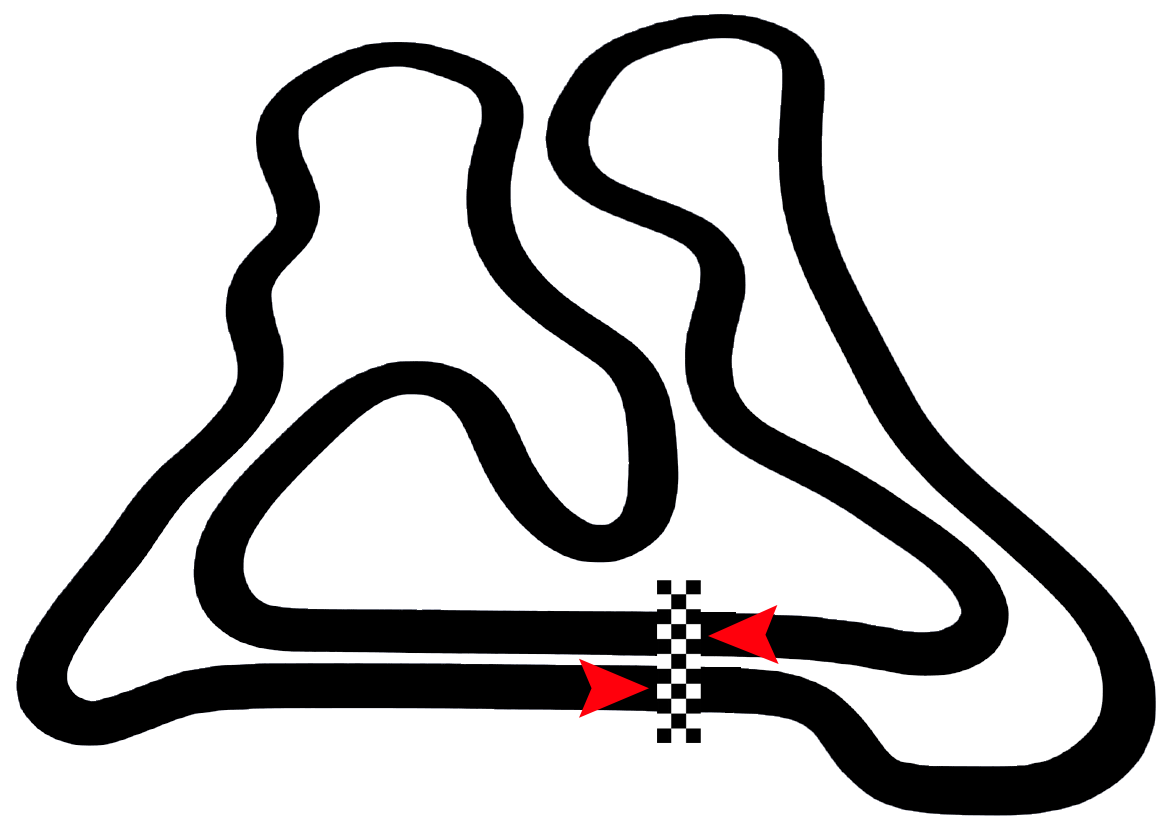
ROC Mexiko 2019 (Streckenlayout)

Im Jahr 2019 fand das Race of Champions am 19. und 20. Januar im Baseballstadion Foro Sol (Mexiko-Stadt) statt.

### Teams
| Gruppe A             | Gruppe A          | Gruppe A                          |
| -------------------- | ----------------- | --------------------------------- |
| Germany              | Sebastian Vettel  | Mick Schumacher                   |
| Mexico               | Esteban Gutiérrez | Patricio O’Ward                   |
| Infinitum Mexico     | Memo Rojas        | Benito Guerra                     |
| France               | Pierre Gasly      | Loïc Duval                        |
| Gruppe B             |                   |                                   |
| Brasil               | Hélio Castroneves | Lucas di Grassi                   |
| Telcel Mexico        | Daniel Suárez     | Sieger der mexikanischen Vorrunde |
| SIM Racing All Stars | Enzo Bonito       | eROC-Sieger                       |
| Gruppe C             |                   |                                   |
| Nordic               | Tom Kristensen    | Johan Kristoffersson              |
| Great Britain        | David Coulthard   | Andy Priaulx                      |
| USA                  | Ryan Hunter-Reay  | Josef Newgarden                   |

### Fahrzeuge
Gefahren wurden beim Race of Champions erneut die unterschiedlichsten Autos. Neben den spektakulären Stadium Supertrucks mit rund 650 PS, die nach dem Hauptwettbewerb auch noch eigene Rennen austrugen, gab es wie gewohnt die beliebten RoC-Autos. Der ROC-Buggy war genauso am Start wie der KTM X-Bow, der Ariel Atom und der Vuhl 05. Dazu kam mit dem RX Supercar Lite auch noch ein WRX-Bolide zum Einsatz.
| Auto                | 0–100 km/h | PS  | Motor            | Gewicht |
| ------------------- | ---------- | --- | ---------------- | ------- |
| VUHL 05 ROC Edition | 3 Sek.     | 360 | 2.3 l 4-Zylinder | 695 kg  |
| Stadium Super Truck | 4.4 Sek.   | 650 | V8               | 1315 kg |
| RX Supercar Lite    | 3.15 Sek.  | 335 | 2.4 l 4-Zylinder | 1050 kg |
| ROC-Buggy           | 2.9 Sek.   | 175 | 1.1 l 4-Zylinder | 475 kg  |
| KTM X-Bow Comp R    | 3.9 Sek.   | 300 | 2 l 4-Zylinder   | 790 kg  |
| Ariel Atom Cup      | 2.9 Sek.   | 245 | 2 l 4-Zylinder   | 550 kg  |

## Race of Champions 2020
Das Race of Champions 2020 war das erste komplett virtuelle Event seit Beginn der Serie. Die Veranstaltung, folgte einem ähnlichen Format wie das echte Race of Champions. Einige der größten Namen aus der Formel 1, IndyCar, Le Mans, der World Rally, RallyX, der Formel E, der W-Serie und anderen wichtigen Motorsportdisziplinen traten in identischen Autos gegeneinander an.
Sie standen sich virtuellen Versionen einiger der bekanntesten Veranstaltungsorte der Rennserie gegenüber, wie den gemischten Schotter- und Asphaltstraßen der ursprünglichen Gran Canaria-Strecke sowie den Streckenverläufen von Riad und dem Londoner Wembley-Stadion.

### Race Of Champions Virtual 2020
| Gruppe A           | Gruppe B               | Gruppe C             | Gruppe D        |
| ------------------ | ---------------------- | -------------------- | --------------- |
| Stoffel Vandoorne  | António Félix da Costa | Petter Solberg       | Romain Grosjean |
| Bruno Spengler     | Colton Herta           | Andy Priaulx         | Benito Guerra   |
| Raffaele Marciello | Rubén García jr.       | Johan Kristoffersson | René Rast       |
| Louis Deletraz     | Beitske Visser         | Filipe Albuquerque   | Timmy Hansen    |

## Race of Champions 2022
Das Race of Champions 2022 fand am 5. und 6. Februar 2022 im schwedischen Pite Havsbad von Piteå erstmals auf einer Eis- und Schneepiste statt.
| Team               | Fahrer           | Fahrer               |
| ------------------ | ---------------- | -------------------- |
| Norwegen           | Petter Solberg   | Oliver Solberg       |
| Nordic             | Tom Kristensen   | Johan Kristoffersson |
| Vereinigte Staaten | Travis Pastrana  | Jimmie Johnson       |
| Schweden           | Mattias Ekström  | Timmy Hansen         |
| Frankreich         | Sébastien Loeb   | Didier Auriol        |
| Finnland           | Valtteri Bottas  | Mika Häkkinen        |
| Deutschland        | Sebastian Vettel | Mick Schumacher      |
| Latin America      | Benito Guerra    | Hélio Castroneves    |

Quelle raceofchampions.com:

## Race of Champions 2023
Das Race of Champions 2023 fand am 28. und 29. Januar 2023 im schwedischen Pite Havsbad von Piteå wieder auf einer Eis- und Schneepiste statt.

### Race Of Champions
Sieger: Mattias Ekström
Finalist: Mick Schumacher
Halb-Finalisten: Johan Kristoffersson, Sebastian Vettel

### ROC Nations Cup
Sieger: Norwegen (P. Solberg/O. Solberg)
Finalist: All-Star-Team (T. Neuville/F. Drugovich)

### eRace Of Champions (eROC)
Sieger: Lucas Blakelez
Finalist: Jarno Opmeer

## Race of Champions 2025
Nachdem 2024 eine weitere geplante Austragung des Race of Champions im schwedischen Pite Havsbad wegen ungeklärter Streckenbedingungen nicht möglich war, wird das Race of Champions 2025 am 7. und 8. März im Accor Stadium im Olympiapark von Sydney ausgetragen.
Quelle: raceofchampions.com